# Playas de Castellón FS
Playas de Castellón Fútbol Sala is een Spaanse futsalclub uit Castellón.
De club is in 1985 opgericht en hun shuisstadion is Pabellón Ciutat de Castelló met een capaciteit van 4.500 toeschouwers.
De belangrijkste sponsor van de club zijn Macer en Ayuntamiento de Castellón.

## Erelijst
- Division de Honor: 1999/00, 2000/01
- UEFA Futsal Cup: 2001/02, 2002/03
- Futsal European Clubs Championship: 2000/01
- Supercopa de Espana: 2004